# Tomás Capdepón
Tomás Capdepón Martínez (Almoradí, 3 de abril de 1820-Murcia, 4 de febrero de 1877) fue un militar, periodista y político español.
De familia terrateniente, en 1839 ingresó en la carrera militar, pero se licenció como capitán a raíz de la revolución de 1854 para dedicarse al periodismo. En 1856 fundó en Madrid, con Antonio Romero Ortiz, el diario La Península, cercano a la nueva Unión Liberal, y en 1857 fue copropietario y redactor de El Correo. Fue elegido diputado de la Unión Liberal por Alicante en las elecciones de 1858, 1863 y 1865. Durante estos años se enfrentó a los caciques  dirigentes del Partido Moderado en la Vega Baja, debido al proyecto de ferrocarril de Alicante a Murcia, con un ramal de Elche en Novelda y otro hasta Torrevieja, ya que los caciques sólo querían un ramal directo desde Novelda a Murcia. En 1866 fue uno de los firmantes de la exposición a la Reina, razón por la cual fue obligado a exiliarse.
Volvió del exilio para participar en la revolución de 1868 que puso fin al reinado de Isabel II, tras la cual fue concejal del ayuntamiento de Madrid. En las elecciones generales de 1869 fue elegido diputado por el distrito de Dolores. Se vinculó entonces al Partido Constitucional de Práxedes Mateo Sagasta, con el que fue elegido diputado nuevamente en las elecciones generales de 1871 y abril de 1872. Durante estos años fue subsecretario de Hacienda y director general de Propiedades y Derechos del Estado.
Durante los años de la Primera República permaneció inactivo políticamente, y una vez triunfó la restauración borbónica participó en la reconstrucción del Partido Constitucional. Dejó como heredero político a su sobrino Trinitario Ruiz Capdepón.

## Obras
- Manual del cabo y el sargento (1850)
- Hacienda de la nación (1872)